# Episodi di Banacek (seconda stagione)
La seconda e ultima stagione della serie televisiva Banacek, composta da 8 episodi, è stata trasmessa sul canale statunitense NBC dal 3 ottobre 1973 al 12 marzo 1974. In Italia è stata trasmessa su Italia 1 nel 1988.
| n° | Titolo originale                                        | Titolo italiano                         | Prima TV USA     | Prima TV Italia |
| -- | ------------------------------------------------------- | --------------------------------------- | ---------------- | --------------- |
| 1  | No Stone Unturned                                       | Nessuna pietra intentata                | 3 ottobre 1973   | 1988            |
| 2  | If Max Is So Smart, Why Doesn't He Tell Us Where He Is? | Una mossa intelligente                  | 7 novembre 1973  | 1988            |
| 3  | The Three Million Dollar Piracy                         | Una pirateria di tre milioni di dollari | 21 novembre 1973 | 1988            |
| 4  | The Vanishing Chalice                                   | Il calice scomparso                     | 15 gennaio 1974  | 1988            |
| 5  | Horse of a Slightly Different Color                     | Un cavallo differente                   | 22 gennaio 1974  | 1988            |
| 6  | Rocket to Oblivion                                      | Un motore a razzo                       | 12 febbraio 1974 | 1988            |
| 7  | Fly Me - If You Can Find Me                             | Un aereo rubato                         | 19 febbraio 1974 | 1988            |
| 8  | Now You See Me, Now You Don't                           | Adesso mi vedi, adesso no               | 12 marzo 1974    | 1988            |

## Nessuna pietra intentata
- Titolo originale: No Stone Unturned
- Diretto da: Richard T. Heffron
- Scritto da: Stephen Lord, Robert Van Scoyk, Lee Santley e George Sheldon Smith

### Trama
Banacek è alla ricerca di una statua di tre tonnellate e 11 piedi e ha solo due giorni per trovarlo.

## Una mossa intelligente
- Titolo originale: If Max Is So Smart, Why Doesn't He Tell Us Where He Is?
- Diretto da: Bernard L. Kowalski
- Scritto da: Robert Van Scoyk

### Trama
Banacek interviene per una scomparsa di un sistema informatico.

## Una pirateria di tre milioni di dollari
- Titolo originale: The Three Million Dollar Piracy
- Diretto da: Andrew McLaglen
- Scritto da: Stanley Ralph Ross, Robert Van Scoyk e Jack Turley

### Trama
Banacek è sulle tracce di un pullman da tre milioni di dollari scomparso sotto gli occhi di due dipendenti di una società per bus.

## Il calice scomparso
- Titolo originale: The Vanishing Chalice
- Diretto da: Bernard L. Kowalski
- Scritto da: Morton Fine

### Trama
Banacek è stato assunto da qualcuno per trovare un inestimabile calice greco avvenuta durante un'anteprima speciale.

## Un cavallo differente
- Titolo originale: Horse of a Slight Different Color
- Diretto da: Herschel Daugherty
- Scritto da: Harold Livingston e Jimmy Sangster

### Trama
Banacek viene assunto da una proprietaria di un purosangue che ha un colore diverso.

## Un motore a razzo
- Titolo originale: Rocket to Oblivion
- Diretto da: Andrew McLaglen
- Scritto da: Robert Van Scoyk

### Trama
Banacek indaga sulla scomparsa di un piccolo e potente motore prototipo e anche per battere un suo rivale sul tempo.

## Un aereo rubato
- Titolo originale: Fly Me - I f You Can Find Me
- Diretto da: Bernard L. Kowalski
- Scritto da: Harold Livingston

### Trama
Banacek è sulle tracce di un aereo di linea di una compagnia avvenuta dopo un atterraggio di emergenza su una piccola pista di atterraggio nel deserto.

## Adesso mi vedi, adesso no
- Titolo originale: Now You See Me, Now You Don't
- Diretto da: Bernard McEveety
- Scritto da: Stanley Roberts

### Trama
Banacek viene chiamato per trovare un'illusionista scomparso durante uno spettacolo.